# Ↄ
Cette page contient des caractères spéciaux ou non latins. S’ils s’affichent mal (▯, ?, etc.), consultez la page d’aide Unicode.
Pour les articles homonymes, voir Antisigma.
Ne doit pas être confondu avec la partie de certains chiffres romains Ↄ ; ni avec la lettre O ouvert : Ɔ.
Ↄ (minuscule ↄ), appelée antisigma ou C inversum, est une lettre additionnelle utilisée en latin à l’époque claudienne ou dans des inscriptions épigraphiques comme abréviation de mulieris.

## Utilisation
L’antisigma fait partie des lettres claudiennes, portant ce nom car elles ont été inventées par Claude. Elle remplaçait les séquences de lettres BS et PS, comme la lettre X remplaçait les séquences CS ou GS.
Dans les inscriptions épigraphiques, le C inversum est utilisé pour Gaia le plus souvent dans l’abréviation Ↄ.L. = Gaiae libertus, liberta (= mulieris libertus, liberta) .
Le C inversum est aussi une forme du symbole romain de centurie ‹ 𐆛 › utilisé pour l’abréviation de centurio, conductor, coronarum.

## Représentation informatique
L’antisigma peut être représenté avec les caractères Unicode (formes numérales) suivants :
| formes    | représentations | chaînes de caractères | points de code | descriptions                      |
| --------- | --------------- | --------------------- | -------------- | --------------------------------- |
| capitale  | Ↄ               | Ↄ                     | U+2183         | lettre majuscule latine antisigma |
| minuscule | ↄ               | ↄ                     | U+2184         | lettre minuscule latine antisigma |